# Rattus palmarum
Rattus palmarum é uma espécie de roedor da família Muridae.
Apenas pode ser encontrada na Índia.
Os seus habitats naturais são: florestas secas tropicais ou subtropicais e florestas de mangal tropicais ou subtropicais.